# شهرستان گراندی (تنسی)
شهرستان گراندی، تنسی (به انگلیسی: Grundy County, Tennessee) یک سکونتگاه مسکونی در ایالات متحده آمریکا است که در تنسی واقع شده‌است.

## خصوصیات
شهرستان گراندی ۹۳۵ کیلومترمربع مساحت دارد.